# Demokratska stranka federalista
Demokratska Stranka Federalista  osnovana je 2. svibnja 1990. godine u Sarajevu s ciljem očuvanja ravnopravnosti tri konstitutivna naroda. 
Sudionica je prvih višestranačkih izbora u povijesti Bosne i Hercegovine i najstarija je demokratska politička organizacija u ovoj državi. Osnivač D.S.F. je Dr Dragan Đokanović.

## DSF u Srbiji
Demokratska Stranka Federalista osnovana je i u Srbiji, 2003. godine, sa sjedištem u Beogradu. Osnivač D.S.F. i za Srbiju je Dr Dragan Đokanović.

## Vanjske poveznice
- Web prezentacija predsjednika stranke Dr Dragana Đokanovića/
- Službena Web prezentacija Demokratske Stranke Federalista
- Web prezentacija Demokratske stranke federalista, Istočno Sarajevo  Arhivirana inačica izvorne stranice od 20. studenoga 2010. (Wayback Machine)
- Ministarstvo za lokalnu upravu i samoupravu Srbije, Registar političkih organizacija/